# امبرائر ئی‌ام‌بی ۱۱۰ باندیرانته
امبرائر ئی‌ام‌بی ۱۱۰ باندیرانته (به پرتغالی: Embraer EMB 110 Bandeirante) (به معنای پیشگام) یک هواپیمای ترابری سبک با پیشرانه دوموتور توربوپراپ است که توسط شرکت برزیلی امبرائر برای کاربری‌های نظامی و غیرنظامی طراحی و تولید شده است.
امبرائر ۱۱۰ توسط مهندس فرانسوی ماکس اولست (به فرانسوی: Max Holste) طراحی شده است. این هواپیما مطابق با مشخصات منتشر شده توسط وزارت هوانوردی برزیل در سال ۱۹۶۵ طراحی گردید. هدف ایجاد یک هواپیمای چند منظوره، مناسب برای کاربری‌های غیرنظامی و نظامی، با هزینه عملیاتی کم و قابلیت اطمینان بالا بود. نمونه اولیه این هواپیما با کد YV-95 در ۲۶ اکتبر ۱۹۶۸ اولین پرواز خود را انجام داد. در پی آن توسعه دو فروند ئی‌ام‌بی-۱۱۰ به انجام رسیده و متعاقباً در سال بعد سفارش اولیه برای ۸۰ فروند هواپیمای ترابری از نیروی هوایی برزیل دریافت شد. مقامات هوانوردی برزیل در اواخر سال ۱۹۷۲ گواهی نامه خدمات این نوع هواپیما را صادر نموده و اجازه ورود آن به خدمات را در آوریل ۱۹۷۳ برای شرکت هواپیمایی ترانس برازیل صادرشد.

## مشخصات (ئی‌ام‌بی ۱۱۰پی۱ای/۴۱)
داده‌ها از Jane's All The World's Aircraft 1988–89
ویژگی‌های عمومی
- خدمه: ۲
- ظرفیت: ۱۸ مسافر
- طول: ۱۵٫۱ متر (۴۹ فوت ۶ اینچ)
- پهنای بال: ۱۵٫۳۳ متر (۵۰ فوت ۴ اینچ)
- ارتفاع: ۴٫۹۲ متر (۱۶ فوت ۲ اینچ)
- مساحت بال‌ها: ۲۹٫۱ متر مربع (۳۱۳ فوت مربع)
- ایرفویل: root: NACA 23016 mod.; tip: NACA 23012[۴]
- وزن خالی: ۳٬۵۹۰ کیلوگرم (۷٬۹۱۵ پوند) empty equipped - passengers

۳٬۳۹۳ کیلوگرم (۷٬۴۸۰ پوند) empty equipped - cargo
- بیشترین وزن برخاست: ۵٬۹۰۰ کیلوگرم (۱۳٬۰۰۷ پوند)
- ظرفیت سوخت: ۱٬۳۰۸ کیلوگرم (۲٬۸۸۴ پوند) / ۱٬۷۲۰ لیتر (۴۵۰ گالون آمریکایی؛ ۳۸۰ گالون بریتانیایی) in four integral wing tanks
- پیشرانه: ۲ عدد موتورتوربوپراپ پرت اند ویتنی کانادا پی‌تی۶ای-۳۴، ۵۵۹ کیلووات (۷۵۰ اسب بخار) در هر موتور
- ملخ‌ها: سهملخه Hartzell HC-B3TN-3C/T10178H-8R، قطر  ۲٫۳۶ متر (۷ فوت ۹ اینچ) fully-feathering reversible-pitch constant-speed propellers

عملکرد
- سرعت کروز: ۴۱۱ کیلومتر بر ساعت (۲۵۵ مایل بر ساعت، ۲۲۲ گره) حداکثر در ۲٬۴۴۰ متر (۸٬۰۰۵ فوت)

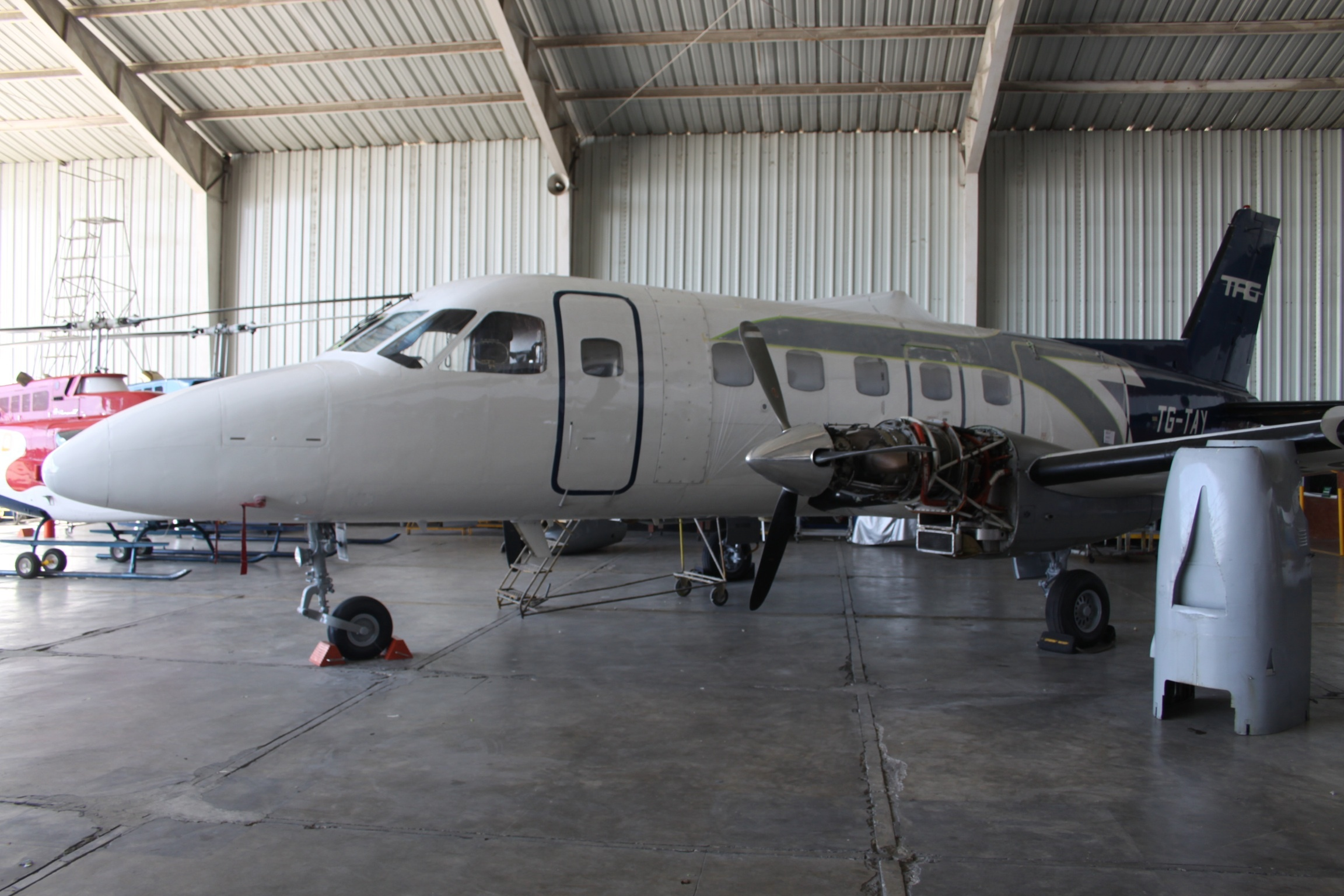
A Bandeirante with its PT6A engine uncovered

- Economical cruise speed: ۳۴۱ کیلومتر بر ساعت (۲۱۲ مایل بر ساعت؛ ۱۸۴ گره) at ۳٬۰۵۰ متر (۱۰٬۰۰۷ فوت)
- بُرد: ۱٬۹۶۴ کیلومتر (۱٬۲۲۰ مایل، ۱٬۰۶۰ مایل دریایی) econ. cruise + 45 min reserve
- حداکثر ارتفاع: ۶٬۵۵۰ متر (۲۱٬۴۹۰ فوت)
- نرخ صعود: ۸٫۳۳۳ متر بر ثانیه (۱٬۶۴۰٫۴ فوت بر دقیقه) ::::۱٫۸۸۳۳ متر بر ثانیه (۶ فوت بر ثانیه) on single engine
- طول باند مورد نیاز برای برخاست: ۸۰۷ متر (۲٬۶۴۸ فوت) (FAR23.135 / SFAR 41A)
- طول باند مورد نیاز برای فرود: ۸۶۸ متر (۲٬۸۴۸ فوت) در حداکثر وزن مجاز